# Ад-Друби, Сами
Сами Мисбах ад-Друби (ад-Даруби, араб. سامي مصباح الدروبي‎; 27 апреля 1921, Хомс — 12 февраля 1976, Сирия) — сирийский переводчик, политический и государственный деятель и дипломат. Член Партии арабского социалистического возрождения (Баас). Министр образования Сирии (1963).

## Биография
Родился в 1921 году в Хомсе, в первые годы французской колонизации. Происходит из влиятельной аристократической семьи из города Хомс. Является родственником посла Османской империи Ала ад-Дина ад-Даруби, который возглавил правительство Сирии во время французского мандата в 1920 году и был убит через 26 дней. К этой семье относится Латифа ад-Друби, первая леди Сирии с 29 января 2025 года, жена президента Сирии Ахмеда аш-Шараа.
Окончил Университет имени короля Фуада в Каире, где изучал философию. Продолжил изучать философию в Парижском университете.
В 1946 году Сами ад-Друби вернулся в Сирию, которая получила независимость от Франции, чтобы преподавать в Университете Дамаска философию, логику и психологию.
Умер 12 февраля 1976 года.

## Политическая и дипломатическая карьера

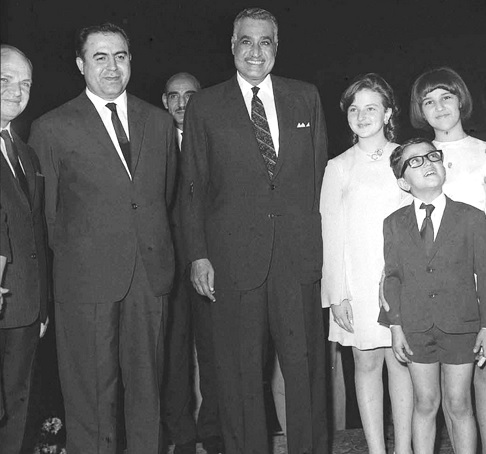
Посол Сирии в Египте Сами ад-Друби, глава Сирии Нуреддин Атаси, президент Египта Гамаль Абдель Насер и дети ад-Друби на званом обеде в доме ад-Друби 6 мая 1968 года

Вступил в Партию арабского возрождения (Баас), основанную 7 апреля 1947 года в Дамаске Мишелем Афляком и Салах ад-Дином Битаром, где стал одним из лидеров.
В 1953 году президентом стал Адиб аш-Шишакли. Политические партии были запрещены. Сами ад-Друби вместе с другими лидерами Баас был заключён в тюрьму. Освобождён при государственном перевороте в феврале 1954 года.
Когда выдающимся деятелем панарабского движения стал Гамаль Абдель Насер, Сами ад-Друби стал его сторонником. После создания Объединённой Арабской Республики 22 февраля 1958 года, ад-Друби назначен директором Министерства культуры.
В 1960 году назначен культурным советником в посольстве Объединённой Арабской Республики в Бразилии. В результате государственного переворота в Дамаске 28 сентября 1961 года Сирия вышла из Объединённой Арабской Республики. Сами ад-Даруби вернулся в Сирию и присоединился к оппозиции.
В результате государственного переворота 8 марта 1963 года власть захватила Партия арабского социалистического возрождения (Баас). Сами ад-Друби стал членом Национального совета революционного командования (НСРК), высшего органа законодательной власти. 9 марта ад-Друби назначен министром образования в правительстве под руководством премьер-министра Салах ад-Дина Битара. Баасисты начали увольнять из армии и правительственных учреждений юнионистов — сторонников Насера. В знак протеста шесть министров-юнионистов вышли из состава правительства Битара, что привело к его падению в 10 мая. 11 мая сформировать новое правительство поручили Сами Джунди, но он не смог этого сделать. 13 мая назначено следующее правительство под руководством Салах ад-Дина Битара, в состав которого не был включён ад-Друби.
Летом Сами ад-Друби в составе делегации, в которую входили Битар, Афлак и генерал Зияд аль-Харири, отправился с дружеским визитом в Алжир. В их отсутствие генерал Амин аль-Хафез уволил из армии 30 офицеров, сторонников генерала аль-Харири.
В сентябре президент Амин аль-Хафез назначил Сами ад-Друби послом в Марокко, в декабре 1964 года — послом в Социалистической Федеративной Республике Югославии (СФРЮ).
После государственного переворота в феврале 1966 года главой государства стал Нуреддин Атаси. В апреле Атаси назначил Сами ад-Друби послом в Египте и постоянным представителем при Лиге арабских государств в Каире.
После смерти Насера и государственного переворота в Сирии в ноябре 1970 года Сами ад-Друби был отозван Хафезом Асадом.
В ноябре 1971 года Асад назначил Сами ад-Друби послом Сирии в Испании, в октябре 1973 года — послом при Святом Престоле. В октябре 1975 года ад-Друби подал в отставку из-за проблем со здоровьем.

## Переводческая деятельность
Переводил с французского, который знал в совершенстве. Совершенно не владел русским.
Переводил работы Жан-Поля Сартра. 
Перевёл с французского трилогию «Алжир»: «Большой дом», «Пожар», «Ремесло ткача» алжирского писателя Мухаммеда Диба.
Перевёл роман «Кинкас Борба» бразильского писателя Машаду ди Ассиса.
В 1961 году в переводе ад-Друби опубликован роман «Мост на Дрине», за который югославский писатель Иво Андрич получил Нобелевскую премию по литературе, в 1964 году — роман «Травницкая хроника».
В 1953 году в Дамаске, в издательстве «Дар аль-Йакза аль-арабиййа», в серии «Шедевры мировой литературы», вышла повесть  Ф. М. Достоевского «Неточка Незванова» в переводе Сами ад-Друби. В статье «Фёдор Достоевский» в литературном журнале «аль-Адаб» сириец Абдаллах Абд ад-Даим пишет:
Такой ценный перевод заслуживает всяческой похвалы, в нём соблюдена верность оригиналу, правдивость в передаче эмоций и душевных движений персонажей.
Перевёл повесть «Вечный муж» Достоевского (Дамаск, 1959).

В 1967—1971 годах в Каире, в издательстве «Дар аль-Катиб аль-араби» вышло полное собрание Ф. М. Достоевского в 18 томах на арабском языке. Сами ад-Друби выполнил перевод с французского, обширное введение под названием «Жизнь Достоевского. 1821—1881» и аналитические вступительные статьи к каждому тому, комментарии и примечания. Ад-Друби писал в одной из статей о Достоевском:
Я начал читать его произведения на французском языке, когда мне было 16 лет, и читал их в течение
нескольких лет, пока не закончил чтение всех его творений. Я перечитываю их неустанно. И даже в ту пору я взялся перевести несколько глав из него. Он пленил меня.
Переводил на арабский язык сочинения Л. Н. Толстого, в том числе повесть «Крейцерова соната». Выполнил в 1974—1977 годах перевод с французского первых четырёх томов 13-томного Полного собрания сочинений, изданного в Дамаске благодаря Министерству культуры в 1974—1986 годах. Первый том (1974) включает «Детство. Отрочество. «Юность», второй том — «Севастопольские рассказы» и «другие повести», третий том (1975) — повесть «Казаки» и «другие рассказы», четвёртый том — роман «Война и мир», переведённый вместе с Саййахом ад-Джухеймом (1927—2000). В предисловии, открывающем первый том, министр культуры Сирии Фаузи Кайали (فوزي كيالي‎; 1970–1976) отмечает:
Успеху подобного большого труда благоприятствовала прежде всего возможность найти литератора, способного перевести произведения этого великого писателя на арабский язык, как подобает – верно и точно, и сверх того, передать дух писателя и великолепие его искусства.
Перевёл повесть «Капитанская дочка» А. С. Пушкина (Дамаск, 1953), роман «Герой нашего времени» Михаила Лермонтова (1969), повесть «Слепой музыкант» Владимира Короленко. Также переводил Гоголя.
Сирией Саид Хуранийи в статье под названием «Сами ад-Друби – всадник, который недавно спешился» пишет: 
Сами ад-Друби не только был прежде всего блестящим переводчиком, не только имел прекрасный вкус в выборе переводимого произведения и превосходно знал и язык, с которого переводил, и свой родной язык, он был также великим человеком, честным, уважал себя и своих читателей. Его переводы были не буквальными, а всецело творческими, он глубоко постигал дух писателя-автора и делал энергичные попытки развивать наш арабский язык, «артерии» которого застыли в руках группы консервативных переводчиков или трейдеров, невежественных или злонамеренных. Этот человек только один, сам по себе был равен целой организации, выполнившей перевод полного собрания сочинений такого гениального романиста, как Достоевский, его достижением стал также перевод
части произведений Толстого, наряду с десятками иных значимых книг.

## Писательская деятельность
Вместе с Абдаллахом Абд ад-Даимом написал книгу «Введение в психологию» («الموجز في علم النفس»‎), опубликованную Министерством образования в 1956 году. Написал книгу «Психология и литература» («علم النفس والأدب»‎), опубликованную в Каире, в издательстве «Дар аль-Маариф» в 1972 году.
Автор книги «Роман в русской литературе» («ар-Ривайа фи-ль-адаб ар-руси», «الرواية في الأدب الروسي»‎), изданной посмертно в 1982 году в Дамаске, в издательстве «аль-Кармаль».

## Награды
Посмертно стал лауреатом международной литературной премии «Лотос» за 1978 год одноимённого ежеквартального литературного журнала Ассоциации писателей стран Азии и Африки.